# Trupa Cin5i
== Trupa Cin5i ==
Trupa Cin5i este o formație rock/hard rock din România, activă din anul 2020. Stilul trupei combină elemente de rock alternativ, hard rock și alte influente.

## Istoric
Cin5i, a reușit sa ajungă cunoscuta pentru show-ul produs la fiecare apariție, atât acasă cât și prin participarea la festivaluri de anvergură din țară și străinătate.
Sound ul lor este unul prietenos, cu versuri simple, mesaje pozitive pornite din experientele de viata ale tuturor, cu linii melodice ce amintesc de rock-ul clasic, melodios, cu riffuri care atrag atenția cunoscatorului pretențios specific iubitorilor de gen.
Proiectul a pornit din dorința de a transmite trăirile a doi prieteni, Catalin Andrei – voce și Gabi Voicu – chitară, nume cunoscute pentru activitatile anterioare în trupe de gen, care au simțit ca este nevoie și de altceva decât ceea ce este promovat în mass media.
Au devenit in scurt timp prietenii cluburilor moto din tara, cu participari in cardrul festivalurilor organizate (B-Zones-Buzau, Seawolves -Tulcea, Deltawolves-Tulcea, Seavolves -Constanta, Happy Street Brotherhood – Campina, Sfinti si Păcătoși, Freedom -Buzau,ca să amintim câteva dintre acestea), dar si in alte festivaluri (Brezoi, BIAF, Dragaica).

## Membri
- Gabriel Voicu – voce, chitară
- Catalin Andrei  – voce
- Robert Darius Dumitriu – bass
- Ionut Croitoru – clape
- Adrian Ilie - tobe

## Albume / Piese
- Manifest – album lansat in 2025, ( finalizat in 2024 )
- Cin5i - Vino – single lansat in 2020

## Concerte și apariții
- Zile și Nopți – concert la Versus Pub (https://zilesinopti.ro/evenimente/cin5i-versus-pub/)
- Lansare Album "Manifest" (https://sansanews.ro/cin5i-fortele-de-munca-si-warblade-aduc-vibe-ul-festivalurilor-mari-la-buzau-ce-concert-special-are-loc-pe-26-aprilie/)